# بابوا الوسطى
مقاطعة بابوا الوسطى (بالإندونيسية: Papua Tengah)‏ هي إحدى مقاطعات إندونيسيا. عاصمتها نابيري. تم توسيع هذه المقاطعة من مقاطعة بابوا إلى جانب مقاطعتين أخريين، وهما بابوا الجبلية وبابوا الجنوبية بناءً على القانون رقم 14 لعام 2022، والذي وقعه الرئيس الإندونيسي، جوكو ويدودو، في 25 يوليو 2022.

## مناطق الوصاية
تنقسم هذه المقاطعة إلى 4 منطقة وصاية
| اسم منطقة الوصاية       | عاصمة      | الوصي              |
| ----------------------- | ---------- | ------------------ |
| منطقة وصاية ديياي       | تيجي       | أتينج إيدواي       |
| منطقة وصاية دوجيياي     | كامو       | بيتروس أجابا       |
| منطقة وصاية إنتان جايا  | سوجابا     | أبولوس باجاو       |
| منطقة وصاية ميميكا      | تيميكا     | إلتينوس أوماكالينج |
| منطقة وصاية نابيري      | نابيري     | ميساك ماجاي        |
| منطقة وصاية بانياي      | إيرانوتالي | ميكي فريتز باويبا  |
| منطقة وصاية بونشاك      | إيلاجا     | ويلم وانديك        |
| منطقة وصاية بونشاك جايا | موليا      | توميران            |